# السنتين السفلى (عمران)
السنتين السفلى هي إحدى قرى الجمهورية اليمنية. وهي تتبع جغرافيًا لمحافظة عمران. وإداريًا لمديرية خمر. يبلغ تعداد سكانها 2805 نسمة حسب الإحصاء الذي جرى عام 2004.